# Schlotheimia krausei
Schlotheimia krausei là một loài rêu trong họ Orthotrichaceae. Loài này được Hampe & Lorentz mô tả khoa học đầu tiên năm 1868.